# Plaisir d'amour en Iran
Pour les articles homonymes, voir Plaisir d'amour (homonymie).
Pour plus de détails, voir Fiche technique et Distribution.
Plaisir d'amour en Iran est un court métrage franco-iranien réalisé par Agnès Varda en 1976.

## Synopsis
Un couple d'amoureux se promène dans les mosquées de la ville d'Ispahan, en Iran.

## Fiche technique
- Réalisation : Agnès Varda
- Scénario : Agnès Varda
- Photographie : Nurith Aviv et Charlie Vandamme
- Son : Henri Morelle
- Montage : Sabine Mamou et Elisabeth Pistorio
- Durée : 6 minutes

## Distribution
- Valérie Mairesse
- Ali Raffi
- Thérèse Liotard (voix-off)

## Analyse
Le court-métrage est consacré à deux personnages de L'une chante, l'autre pas, mais peut être vu indépendamment. Il part du constat d'Agnès Varda selon lequel « à Ispahan en Iran, l’architecture religieuse est sensuelle, sexuelle même. »